# Dvorac Tikveš
Dvorac Tikveš (Tikveški dvorac, Titov dvorac), kompleks građevina i uslužnih objekata s manjim, takozvanim lovačkim i glavnim dvorcem na području Parka prirode Kopački rit u Baranji, u općini Bilje, sjeveroistočno od naselja Bilje, na kraju županijske ceste Ž4055, blizu mjesta gdje se od te ceste odvaja nerazvrstana cesta prema Zlatnoj Gredi i lokalna cesta L44035 prema naselju Tikvešu.
U dunavskom poloju podignut je u 19. stoljeću omanji jednokatni lovački dvorac u šumskom i lovačkom kompleksu Tikveš. Taj je dvorac najvjerojatnije dao izgraditi nadvojvoda Fridrich Habsburški. Do Prvog svjetskog rata služio je kao ljetnikovac, a ponajviše kao lovačka kuća.
Glavni tikveški dvorac sagrađen je tridesetih godina 20. stoljeća za potrebe dinastije Karađorđevića u klasicističkom slogu sa secesijskim oznakama. Pročelje dvorca klasicistički je razigrano i obzidano fasadnom fugiranom opekom, dok su uglovi ožbukani imitacijom kamenih blokova. Dvorac se po etažama sastoji od podruma, prizemlja, prvog kata i tavana. Sredinom 20. stoljeća sagrađeno je nekoliko zgrada i uslužnih objekata. Poslije Drugog svjetskog rata u dvorac je dolazio tadašnji jugoslavenski predsjednik Josip Broz Tito, ugošćujući u njemu svjetske državnike i vodio ih u lov.
U vrijeme Domovinskog rata dvorac je opljačkan i devastiran. Danas je obnovljen i pripremljen za turističku namjenu. Nalazi se pod upravom Javne ustanove Park priprode Kopački rit. Postat će hotel visoke kategorije s tri zvjezdice, a ujedno će biti konzerviran. Prema planovima za adaptaciju u desnom krilu prizemlja bit će stalni izložbeni prostor (muzej). Stari, lovački ili ladanjski dvorac (kako se nazivao u povijesti) obnovit će se u postojećim gabaritima kao depandansa glavnog dvorca.

## Zaštita
Pod oznakom Z-5846 zavedeno je kao nepokretno kulturno dobro - pojedinačno, pravna statusa zaštićena kulturnog dobra, klasificirano kao "stambena građevina".